# 매트록스 G400

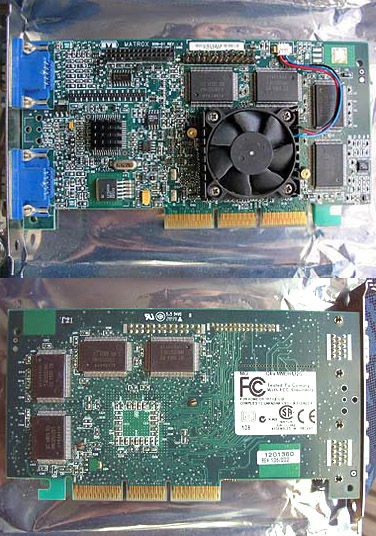
매트록스 G400 맥스

매트록스 G400(Matrox G400)은 1999년 9월에 출시된 매트록스에서 제작한 비디오 카드이다. 그래픽 프로세서에는 2D GUI, 비디오 및 Direct3D 6.0 3D 가속기가 포함되어 있다. 코드네임 "Toucan"은 이전 모델인 매트록스 G200보다 더욱 강력하고 세련된 버전이었다.

## 개요
매트록스 G200 그래픽 프로세서는 1998년에 출시된 다양한 2D 및 3D 조합 카드와 경쟁하면서 성공적인 제품이었다. 매트록스는 G200 프로젝트에서 개발된 기술을 가져와 이를 개선하고 기본적으로 G400 프로세서를 구성하기 위해 두 배로 늘렸다. 새로운 칩에는 다중 모니터 출력 지원, 고성능을 갖춘 만능 32비트 렌더링 파이프라인, 더욱 향상된 2D 및 비디오 가속, 환경 맵 범프 매핑으로 알려진 새로운 3D 기능과 같은 몇 가지 새롭고 혁신적인 추가 기능이 포함되어 있다.
내부적으로 G400은 매트록스가 "듀얼버스"(DualBus) 아키텍처라고 부르는 것을 사용하는 256비트 프로세서이다. 이는 128비트였던 G200의 "듀얼버스"가 진화한 것이다. 매트록스 "듀얼버스" 칩은 내부적으로 두 개의 단방향 버스로 구성되어 있으며 각 버스는 데이터를 칩 안팎으로 이동한다. 이는 칩 내에서 각 기능 단위로의 데이터 흐름의 효율성과 대역폭을 증가시킨다. G400의 3D 엔진은 각각 1개의 텍스처 유닛이 있는 2개의 병렬 픽셀 파이프라인으로 구성되어 단일 패스 이중 텍스처링 기능을 제공한다. Millennium G400 MAX는 166MHz 코어 클럭 속도에서 초당 333메가픽셀의 채우기 속도를 제공한다. 이는 순전히 Direct3D 6.0 가속기이므로 Direct3D 7.0 카드의 최신 하드웨어 변환 및 조명 가속에 대한 지원이 부족하다.
칩의 외부 메모리 인터페이스는 128비트이며 SDRAM 또는 SGRAM을 사용하도록 설계되었다. 매트록스는 G400 보드의 16MiB 및 32MiB 버전을 모두 출시했으며 두 가지 유형의 RAM을 모두 사용했다. 가장 느린 모델에는 166MHz SDRAM이 장착되어 있고 가장 빠른 모델(G400 MAX)에는 200MHz SGRAM이 사용된다. G400MAX는 DDR 탑재 버전의 엔비디아 지포스 256이 출시되기 전에는 모든 카드 중 가장 높은 메모리 대역폭을 가졌다.
아마도 G400의 가장 주목할만한 기능은 두 개의 별도 모니터를 구동하여 단일 데스크탑을 표시하는 기능일 것이다. 이 기능은 "듀얼헤드"(DualHead)로 알려져 있으며 당시 카드 경쟁사에 비해 매트록스의 결정적인 우위였다. 듀얼헤드 기능은 데스크톱 확장뿐만 아니라 데스크톱 복제(동일한 내용을 표시하는 두 개의 화면) 및 두 번째 모니터에 비디오 오버레이를 출력하는 특수 "DVDMAX" 모드도 제공했다. 수상 경력이 있는 매트록스의 파워데스크 디스플레이 드라이버와 제어판은 듀얼헤드를 매우 유연하고 기능적인 방식으로 통합하여 그 효율성으로 세계적으로 유명해졌다. 그러나 비디오 모드 이름과 달리 G400은 전체 DVD 디코딩 하드웨어 가속을 지원하지 않는다. G400은 DVD 비디오 디코딩 프로세스를 부분적으로 지원하지만 하드웨어에서 역 이산 코사인 변환 IDCT 또는 모션 보상(프로세스에서 가장 까다로운 두 단계)을 수행하지 않는다.
G400 칩은 하드웨어에서 EMBM(Environment Mapped Bump Mapping)이라는 텍스처 기반 표면 세부 묘사 방법을 지원한다. EMBM은 실제로 BitBoys Oy에 의해 만들어졌으며 매트록스에 라이선스가 부여되었다. EMBM은 더 단순한 Dot-3 BM만 지원하는 NVIDIA의 지포스 256부터 지포스 2까지의 여러 경쟁업체에서는 지원되지 않았지만 ATI 라데온 7200에서는 사용할 수 있었다. 당시 제한된 그래픽 하드웨어로 인해 EMBM은 G400 시대에만 제한적으로 사용되었다. 던전 키퍼 2(Dungeon Keeper 2), 밀레니엄 솔저: 익스펜더블(Millennium Soldier: Expendable) 등 소수의 게임에서만 이 기능을 지원했다. EMBM은 계산을 위해 칩 내의 특수 하드웨어나 지포스 3 및 라데온 8500과 같은 최신 DirectX 8.0 가속기와 같은 보다 유연하고 프로그래밍 가능한 그래픽 파이프라인이 필요하다.
G400의 렌더링 파이프라인은 매트록스가 "Vibrant Color Quality 2"(VCQ2)라고 부르는 기능을 사용한다. 이 기능은 모든 내부 3D 계산이 32비트 정밀도로 수행된다. 목표는 계산을 수행할 때 부적절한 정밀도로 인해 발생하는 디더링 및 기타 아티팩트를 방지하는 것이었다. 그 결과 당시 사용 가능한 최고 품질의 16비트 및 32비트 컬러 모드가 탄생했다.
매트록스는 이전 카드의 고품질 아날로그 디스플레이 출력으로 유명했으며 G400도 예외는 아니다. G400은 수년 동안 신호 품질의 벤치마크였으며 일부 경쟁사(특히 GeForce4 이전 NVIDIA 카드)보다 훨씬 뛰어난 성능을 보였다. 특히 해상도와 새로 고침 빈도가 증가함에 따라 흐릿한 출력으로 인해 많은 카드가 손상되는 경우 매트록스 카드는 매우 선명하고 깨끗한 이미지를 제공했다.
G400은 AGP 4X와 호환되는 최초의 매트록스 보드이다. 대부분의(REV. A) G400 보드는 실제로 2X 모드만 지원하지만, 완전히 4X와 호환되고 마더보드도 지원하는 경우 더 빠른 속도로 실행되는 최신 개정판(REV. B)이 있다.